# Joaquim de Mercader i de Bell-lloc
Joaquim de Mercader i de Bell-lloc   (Mataró, 22 de desembre de 1824 - Cornellà de Llobregat, 15 de maig de 1904), primer comte de Bell-lloc, va ser un noble hisendat català, interessat per la història i l'arqueologia, propietari d'un museu zoològic i d'antiguitats, part del qual es conserva encara al Museu Palau Mercader de Cornellà de Llobregat.

## Biografia

### Infantesa a Mataró
Va ser el primer fill de Maria Mercè de Bell-lloc (també escrit Belloch) i Ramon de Mercader, nascut el 1824 a la casa Simon, propietat d'un notari de Mataró. La família vivia de lloguer, amb Josep Marià de Bell-lloc i de Marís, avi matern de Joaquim de Mercader, fins que el 1831 Josep Marià va poder disposar de part del patrimoni del seu pare Melcior de Bell-lloc, mort l'any anterior.
El 1832, quan va néixer el segon noi, Enric, la família Mercader-Bell-lloc ja s'havia instal·lat a la casa Bell-lloc de Mataró. Es tractava d'una casa de tres cuerpos y dos pisos con salida huerto y jardin á ella contiguo y una pluma de agua viva, sita en esta ciudad de Mataró y calle nombrada la Rambla, que havia comprat i arreglat Melcior a finals del segle xviii.
La casa comptava amb una esplèndida col·lecció d'objectes domèstics i decoratius de valor, molts dels quals Joaquim de Mercader va incorporar, anys més tard, a les seves col·leccions.

### Instal·lació de la família a Barcelona
El 1840, després d'una estada de dos anys a Ciutadella (Menorca), la família va tornar a Barcelona on, al cap de poc temps, moria, malalt, Ramon de Mercader.
Durant la seva minoria d'edat, Joaquim de Mercader va quedar sota la tutela de la seva mare Maria Mercè i del seu avi Josep Marià. A més, Maria Mercè era usufructuària del patrimoni del seu difunt marit i per tant, tot i que Joaquim n'era l'hereu, no va poder disposar del patrimoni Mercader fins a l'any 1854, quan va morir la seva mare.
La família s'havia instal·lat al palau Mercader del carrer de Lledó, 11, heretat de la branca Sadurní. Procedent del mateix patrimoni, també disposaven de la propietat de Cornellà de Llobregat, amb la masia que la família utilitzava com a torre d'esbarjo.
Per la seva banda, Josep Marià de Bell-lloc tenia la casa de Cardedeu i el catell de Bell-lloc. Sembla que els Mercader-Bell-lloc van viure de forma continuada al carrer de Lledó, amb estades a Cornellà, on van fer millores al jardí entre 1839 i 1853, i alguna estada a Cardedeu. Josep Marià de Bell-lloc va morir a la torre de Cornellà, on va viure els darrers anys de la seva vida, entre Barcelona i Cornellà.

### Majoria d'edat, independència i maduresa
Es pot considerar que Joaquim de Mercader va ser figura cabdal per a la història del llinatge durant la segona meitat del segle xix. Per una banda, perquè li va tocar viure un moment de profunda transformació social que el va tocar de ple, com a aristòcrata que havia de trobar el seu lloc en el nou ordre social que sembla que no va acabar d'assimilar en totes les seves conseqüències. Va dedicar molts esforços a construir una imatge del llinatge a través dels treballs que va dur a terme en diversos àmbits:
- Va ordenar l'arxiu familiar, la major part del qual es troba a l'Arxiu Nacional de Catalunya,[5] una part a l'Arxiu Històric de Cornellà de Llobregat, i una petita col·lecció de pergamins, a l'Arxiu Diocesà de Barcelona.[6]
- Va conservar i ampliar la Biblioteca.
- Va investigar i escriure sobre la genealogia i l'heràldica familiar.
- Va condicionar el Museu d'Antiguitats i el Gabinet d'Història Natural, on rebia familiars i coneguts.[7][8]
- Va recuperar els antics sepulcres Belloch de Sant Pau del Camp, i va restaurar les capelles de Sant Pere i Sant Pau, a Bell-lloc, sobre les que va publicar un opuscle el 1870.
- Va recuperar l'Aplec de Sant Pere a Bell-lloc.[9]
- I, sobretot, va rehabilitar el títol comtal el 1871.

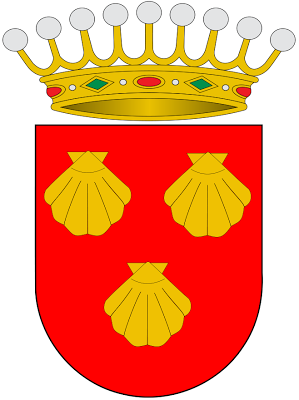
Escut del Comtat de Bell-lloc

Joaquim de Mercader era el quadrinet de Ramon de Bell-lloc i de Macip, sergent major d'infanteria, tresorer de l'Exèrcit a l'Empordà, jurat en cap de Girona; qui va ser creat comte de Bell-lloc, per l'Arxiduc Carles d'Àustria, el 18 d'agost de 1707. Joaquim de Mercader i Belloch va obtenir al seu favor la confirmació del títol, com a segon comte de Bell-lloc, per part del rei Amadeu I de Savoia, el 27 de novembre de 1871.
Al segle xix, quan el nom de Bell-lloc era a punt de desaparèixer amb les tres úniques filles de Josep Marià de Bell-lloc i de Marís, va esdevenir imperatiu rehabilitar aquest títol, concedit feia més de 150 anys. Per aquest motiu, en el seu testament, Josep Marià de Bell-lloc havia posat com a condició, que l'hereu dels seus béns hagués de fer ús del nom i armes de la casa Bell-lloc, o bé que rehabilités el títol comtal.

### Residències i palaus
Joaquim de Mercader es va casar el 1848 i va marxar de la casa familiar del carrer de Lledó, però uns anys després hi tornà per instal·lar-se al segon pis després d'arreglar-lo. La reclamació de 100 duros anuals pel lloguer d'aquest pis, donà peu a un enfrontament legal entre mare i fill.
La primera esposa de Joaquim de Mercader, Laura Zufia i Perales, es va casar amb 22 anys i tingué nou fills, dels quals tres moriren impúbers.
El 1854, amb poc temps de diferència, moriren Maria Mercè de Belloch i el seu pare Josep Marià, mare i avi de Joaquim de Mercader. Aquest va poder disposar del patrimoni patern, del qual n’havia estat usufructuària la seva mare, i va heretar el patrimoni Belloch, del seu avi.
L'any 1854 suposa, doncs, la independència econòmica de Joaquim de Mercader i a la vegada l'assumpció d'unes obligacions familiars relacionades amb els drets successoris dels seus germans i germana, i amb el profund sentiment de pertinença a un llinatge aristocràtic que volia fer valdre.
El 1861, uns dies després del naixement de Francisco de Mercader i Zufia, novè fill de Joaquim de Mercader, la seva esposa Laura moria de febres puerperals als 35 anys.
Al cap de poc, Joaquim de Mercader va vendre la casa familiar del carrer Lledó a les Germanes Carmelites, per fer front a les llegítimes dels seus germans Enric i Josep i al préstec que havia demanat per pagar la dot de la seva germana Maria Mercè.
A principis de 1864 Joaquim de Mercader es va casar en segones núpcies amb Dolores Caballero Rasco, filla de metge militar.
I a finals d'aquell mateix any emprenia la construcció d'un palau a Cornellà, com a torre d'esbarjo, que encarregà a Josep Domínguez i Valls en substitució de l'antiga masia, en mal estat i insuficient per les necessitats d'espai i representació de la família.

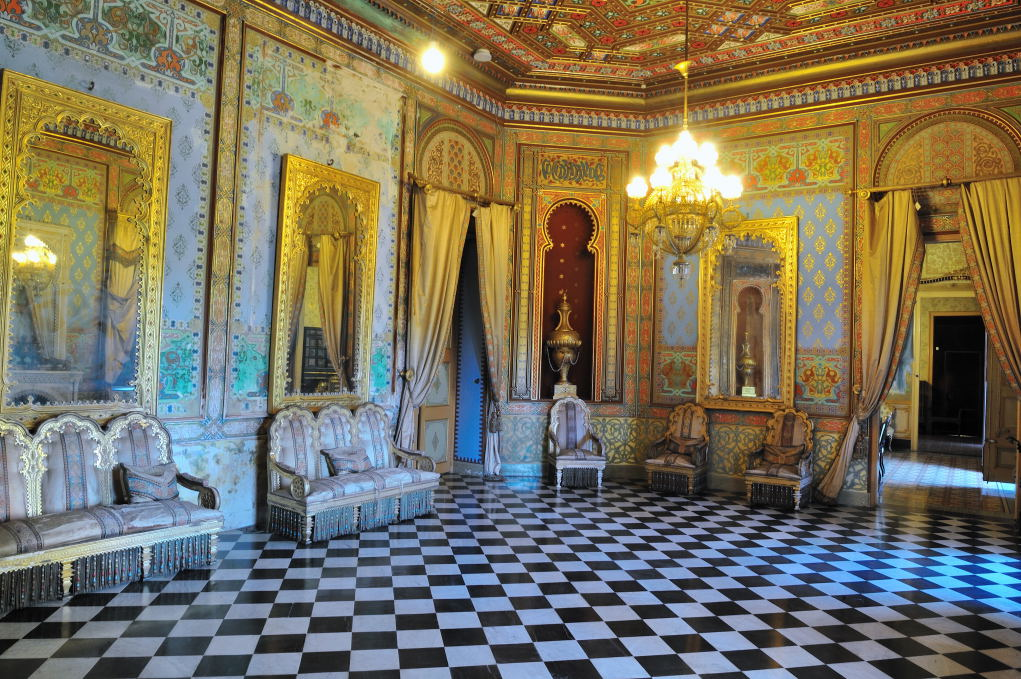
Sala Àrab del Museu Palau Mercader. Ajuntament de Cornellà de Llobregat. Aquest conjunt va ser traslladat l'any 1900, del palau Mercader de Passeig de Gràcia, a Barcelona, a Cornellà.

Es desconeix l'adreça de la família Mercader a Barcelona durant el període comprès entre la venda de la casa del carrer de Lledó el 1861 i la recepció de les claus del nou palau de Passeig de Gràcia, obra de Jeroni Granell (1872). Gairebé sense temps d'estrenar el nou palau barceloní, entre 1873 i 1876 Joaquim de Mercader, la seva esposa i els seus fills petits, podrien haver sortit cap a l'estranger, durant el revolucionat període del Sexenni progressista (1868-1874), coincidint potser amb la proclamació de la Primera República l'11 de febrer del 1873. Sembla que es van instal·lar a Tolosa de Llenguadoc.
El 1899, amb 75 anys, vidu de nou i endeutat, Joaquim de Mercader es va veure obligat a vendre el palau de Passeig de Gràcia i traslladà la seva residència definitiva a Cornellà, on va morir el 1904.
Per a poder convertir l'antiga torre d'esbarjo en residència habitual, van encarregar la construcció de noves dependències i la remodelació del palau, per donar cabuda, així, als conjunts i col·leccions procedents de Barcelona. Va dirigir les obres Jaume Gustà i Bondia, arquitecte de Barcelona que havia treballat en alguns edificis de l'Exposició de 1888.

### Activitat cultural i arqueològica
Va tenir un gran interès per l'arqueologia i altres temes d'història.
Com a membre de l'Associació Catalanista d'Excursions Cientificas, fundada el 26 de novembre de 1876, va fer una conferència sobre dos monuments megalítics al Vallès: el cromlec de Pins Rosers situat a poca distància de la fita que marca el límit entre Cardedeu i Llinars, i el dolmen de Pedra Arca.
Va ser en una de les seves propietats de Girona que es va descobrir el conjunt de tres mosaics romans de Bell-lloc, tal com es recull en diverses publicacions de l'època: "En el periódico titulado La Ilustración Española y Americana acaba de publicarse, en el número del dia 15 del corriente mes de Enero de 1877, copia de pavimento romano hallado á corta distancia de la ciudad de Gerona, en posesión del conde de Belloch, en donde se practicaron importantes excavaciones, á costa de su ilustrado dueño, en 13 y 15 del último Mayo: representa las carreras de carros en el circo romano, presididas por el cónsul según se acostumbraba.
Sus colores son de rosa, encarnado, blanco, negro, azul, y verde oscuros y claros."

## Obres
- Historia de las capillas de los santos apóstoles Pedro y Pablo que hoy existen en el castillo de Belloch situado en el Vallés por su actual posesor el Iltre. Sr. D. Joaquín de Mercader Belloch, Conde de Belloch, Imprenta de libros Obradors y P. Sulé, Barcelona, 20pp.